# Antonio Donato Madormo
Antonio Donato Madormo (São Paulo, 7 de agosto de 1960), mais conhecido como Donato, é um administrador de empresas e político brasileiro. Filiado ao Partido dos Trabalhadores (PT) desde a década de 1980, foi vereador da cidade de São Paulo por cinco mandatos e atualmente é deputado estadual de São Paulo.

## Biografia e trajetória política
Antonio Donato nasceu em 1960 no município São Paulo, no Distrito do Campo Limpo, na Zona Sul da capital paulistana. Participou do movimento estudantil no final dos anos 1970, quando ingressou na Universidade de São Paulo no curso de Física, transferindo-se depois para a cadeira de Economia, sem concluir as duas matérias. Foi neste período também que se filiou ao Partido dos Trabalhadores (PT). Posteriormente, ingressou em outra faculdade e se formou em Administração de Empresas.
Antes de iniciar sua carreira no legislativo municipal, Antonio Donato teve passagens pelo Executivo paulistano. Entre 1988 e 1991 assessorou a então deputada estadual Clara Ant na Assembleia Legislativa do Estado de São Paulo. Depois, foi chefe de gabinete (1991 e 1992) da antiga Administração Regional do Campo Limpo, no governo de Luiza Erundina. Na sequência, foi chefe de gabinete do ex-vereador Vicente Cândido entre 1997 e 2000. Na gestão de Marta Suplicy (2001 e 2004), Donato participou, junto com o então secretário de Transportes Carlos Zarattini, da implantação do Bilhete Único. Em seguida, foi assessor especial do gabinete da prefeita, compôs o grupo responsável pelo projeto de descentralização administrativa que deu origem à Secretaria de Coordenação das Subprefeituras (SMSP) e à criação das 31 (hoje 32) subprefeituras, sendo também secretário das Subprefeituras no ano de criação da pasta, em 2003. No ano seguinte disputou sua primeira eleição e elegeu-se vereador de São Paulo com mais de 58 mil votos.
No início de 2008, Donato assumiu o cargo de primeiro-secretário da Mesa Diretora da Câmara Municipal de São Paulo. Ainda naquele ano, reelegeu-se para o seu segundo mandato como vereador. Já em 2009, foi eleito presidente do Diretório Municipal do PT e, durante sua permanência no cargo, coordenou em 2012 a campanha que elegeu o prefeito Fernando Haddad. Além disso, na mesma disputa, reelegeu-se para o terceiro mandato consecutivo de vereador. Em 2013, à convite do prefeito eleito, licenciou-se do Legislativo para assumir a Secretaria do Governo Municipal (SGM), onde permaneceu até novembro daquele ano, quando retomou o mandato de vereador.
Nos anos de 2015 e 2016, Antonio Donato presidiu a Câmara Municipal de São Paulo, época em que implantou o programa Câmara no Seu Bairro, que tem por objetivo aproximar as demandas locais e os munícipes dos vereadores através de audiências públicas nas 32 subprefeituras da cidade. Ao final de 2016, Donato foi eleito para o seu quarto mandato de vereador.
Durante sua trajetória no Legislativo, Antonio Donato integrou várias Comissões Parlamentares de Inquérito. Nesse sentido, Donato presidiu a CPI dos Eventos, criada após um acidente no Shopping Fiesta, quando morreram três pessoas em um show de música, em fevereiro de 2006, e que deu origem a uma série de normas para a realização de eventos com grande público. Foi também o relator da CPI do IPTU, criada em 2009 para apurar irregularidades, inconsistências e ausência de lançamento do Imposto Predial e Territorial Urbano em São Paulo, além de integrar a CPI da Sonegação Tributária, cujos resultados contribuíram para o aumento da arrecadação municipal.
Além disso, Donato já apresentou mais de 200 projetos e é o autor de mais de 60 leis aprovadas na cidade de São Paulo, como a lei 14.671/2008, que deu origem aos Centros Especializados em Reabilitação (CER), que atende pessoas com deficiência, a lei 15.997/2014, que incentiva o uso na cidade de veículos movidos a energia elétrica ou a hidrogênio, e a lei 16.333/2015, que criou o Plano Municipal do Livro, Leitura, Literatura e Biblioteca (PMLLLB).
Já no que se refere à sua atuação partidária, Donato foi o presidente do Diretório Zonal do PT no Campo Limpo entre 1989 e 1990 e também presidiu, entre 2010 e 2012, o Diretório Municipal do PT na cidade de São Paulo. Foi o líder da bancada de vereadores do PT na Câmara Municipal de São Paulo entre 2017 e 2018, e coordenou em São Paulo, em 2010, a campanha na cidade da primeira eleição a presidente da República de Dilma Rousseff.
Por fim, nas eleições de 2020, Antonio Donato conseguiu se eleger ao quinto mandato consecutivo como vereador de São Paulo ao alcançar a soma de 31.920 votos, o equivalente à 0,61% dos votos válidos.

## Desempenho em eleições
| Ano  | Eleição                | Coligação                                                  | Partido | Candidato a       | Votos  | %    | Resultado | Observações |
| ---- | ---------------------- | ---------------------------------------------------------- | ------- | ----------------- | ------ | ---- | --------- | ----------- |
| 2004 | Municipal de São Paulo | PT / PTB                                                   | PT      | Vereador          | 58.952 | 0,99 | Eleito    | —           |
| 2008 | Municipal de São Paulo | PC do B / PRB / PT / PSB                                   | PT      | Vereador          | 50.388 | 0,84 | Eleito    | —           |
| 2012 | Municipal de São Paulo | PP / PT / PSB                                              | PT      | Vereador          | 47.039 | 0,82 | Eleito    | —           |
| 2016 | Municipal de São Paulo | PT / PDT / PR / PROS                                       | PT      | Vereador          | 32.592 | 0,61 | Eleito    | —           |
| 2020 | Municipal de São Paulo | Sem coligação                                              | PT      | Vereador          | 31.920 | 0,62 | Eleito    | —           |
| 2022 | Estadual de São Paulo  | FE Brasil (PT, PC do B, PV) / Fed. PSOL, REDE / PSB / Agir | PT      | Deputado estadual | 88.022 | 0,38 | Eleito    | —           |

## Controvérsias
Em 21 de dezembro de 2018, em uma sessão na Câmara Municipal de São Paulo, vereadores do DEM, PSOL, Novo e PT se desentenderam durante a audiência pública da Comissão de Estudos de Reforma da Previdência Social. Na ocasião, o vereador Fernando Holiday afirmou que foi agredido pelas costas por Antonio Donato ao pedir a interrupção da fala da vereadora Sâmia Bomfim. No dia seguinte, nas redes sociais, Holiday disse que entraria com um pedido de cassação de Donato na Câmara Municipal e que o denunciaria ao Ministério Público. Em nota, Antonio Donato afirmou que apenas "respondeu aos ataques" de Holiday e que "é praxe dele incitar confusão e violência". Além do desentendimento com Holiday, Donato também discutiu com guardas municipais que gravavam a confusão com celulares, chegando a tirar o chapéu de um deles.